# Pasión (telenovela)
Pasión es una telenovela mexicana producida por Carla Estrada y dirigida por Mónica Miguel para la cadena Televisa y transmitida por el Canal de las Estrellas. Es una historia original de María Zarattini. Es la cuarta y última telenovela de época producida por Carla Estrada después de Alondra, Amor real y Alborada.
Protagonizada por Susana González y   Fernando Colunga, con las participaciones antagónicas de Daniela Castro, Juan Ferrara, José Elías Moreno y Maite Embil, así como la actuación estelar de Sebastián Rulli.
Se sitúa en un México colonial de 1740 en donde surge el amor de "El Antillano" y Camila, un pirata y una muchacha pobre que es raptada y comprada por un viejo millonario.

## Sinopsis
Camila Darién (Susana González) es la hija del dueño del molino de San Fernando; una muchacha bonita y alegre que está comprometida con Santiago Márquez (Sebastián Rulli) , un joven bueno y apuesto, dueño de una pequeña herrería. La historia comienza cuando Santiago, quien estuvo ausente durante cuatro años por haber permanecido cautivo de los ingleses, regresa a San Fernando con la intención de casarse con Camila. Pero antes de poder hacerlo deben obtener el permiso, según la costumbre, del regidor del pueblo, Don Jorge Mancera y Ruiz (Juan Ferrara). Sin embargo, cuando se presentan ante él, este exige el derecho de pernada con Camila, lo que significa que el señor tiene derecho a pasar la primera noche con la recién casada. 
Aunque la familia de ella se rehúsa, la noche en que se celebra un banquete previo a la boda, los amigos de don Jorge se llevan a Camila a la fuerza, Santiago intenta impedirlo pero en el forcejeo es herido gravemente con una espada por la espalda. Una vez en el palacio, don Jorge se emborracha y se queda dormido sin consumar el acto sexual, pero al despertar la obliga a decir que sí consiguió acostarse con ella. Camila escapa, pero a su regreso se entera de que Santiago está a punto de morir, por lo que ya han mandado llamar al sacerdote para que le dé los santos óleos. Camila no lo resiste y huye al río, donde llora desconsolada; allí es atacada y raptada por unos piratas que la llevan a su barco, donde conoce a otros cautivos, Jimena (Marisol del Olmo) y Claudio (Carlos López Estrada) y su hermano, Ángel, y se hacen amigos; una noche, en el camino los piratas abusan sexualmente de ella y de las demás mujeres. 
Tiempo después, los piratas arriban a una playa donde se practica el tráfico de esclavos. El barco en el que los transportan pertenece a un pirata apodado "El Antillano", que los transporta hasta La Mariana, una isla donde los cautivos son vendidos. Camila es comprada por don Timoteo de Salamanca (Germán Robles), un anciano cruel y malvado que la lleva a vivir con él y con su hija ciega, Lisabeta (Daniela Castro), y con su hermana, Francisca (Maty Huitrón). Camila es obligada a casarse con don Timoteo con la condición de que una vez que muera la dejará en libertad. Antes de la boda, Camila convence a Francisca de que envíe una carta a su familia para que la rescaten y que se irá sin exigir herencia. Sin embargo, la carta es recibida por Rita (Maite Embil), hermana de Camila, que siempre ha envidiado a Camila y amado a Santiago, así que destruye la carta para poder casarse con él. 
Don Timoteo tiene un sobrino, Ricardo (Fernando Colunga), quien por una jugada del destino se ha visto obligado a ejercer la piratería con el apodo de "El Antillano" aun en contra de su voluntad; tanto era el odio que don Timoteo le tenía a su hermano, el padre de Ricardo, que una vez que murió, se desquitó con su sobrino y lo acusó de asesinato, obligándolo a huir en un barco que fue asaltado por piratas que le dieron a elegir entre la muerte o unirse a ellos. 
Tiempo después, don Timoteo muere y Camila hereda todo, dejando sin querer a Francisca y a Lisabeta en la calle. Camila regresa a su pueblo y se entera de que Santiago sobrevivió, pero ahora está casado con Rita. Mientras tanto, Francisca decide vengarse de Camila y consigue una carta del médico de don Timoteo donde asegura que el matrimonio de su hermano no se consumó y que por consiguiente Camila deberá entregar su fortuna. Ricardo, a su vez, parte para San Fernando también con la intención de quitarle el dinero a Camila, de quien no conoce toda la historia, y adopta otra identidad para que no descubran que es pirata. Sin embargo, cuando finalmente se conocen, los dos se enamoran, por lo que juntos deberán enfrentarse a todos los que se oponen a su amor; sobre todo Lisabeta, su enemiga más poderosa, pues posee la carta del médico y conoce la verdadera identidad de Ricardo y lo puede delatar.

## Reparto
- Susana González - Camila Darién Vda. de De Salamanca / Camila Darién de De Salamanca y Almonte
- Fernando Colunga - Ricardo De Salamanca y Almonte "El Antillano" / Ricardo López de Carbajal
- Daniela Castro - María Lisabeta De Salamanca
- Sebastián Rulli - Santiago Márquez / Santiago Mancera y Ruiz
- Juan Ferrara - Jorge Mancera y Ruiz
- José Elías Moreno - Alberto Lafont y Espinoza
- Marisol del Olmo - Jimena Hernández
- Rocío Banquells - Ofelia de Márquez
- Maya Mishalska - Úrsula Mancera y Ruiz Mendoza
- Raymundo Capetillo - Justo Darién
- Germán Robles - Timoteo De Salamanca
- Eric del Castillo - Gaspar de Valdez
- Isela Vega - La Paisana
- Mariana Karr - Sofía Mendoza de Mancera y Ruiz
- Kika Edgar - Inés Márquez de Darién
- William Levy - Vasco Darién
- Alberto Estrella - Mario Fuentes / Mario de Valencia
- Maite Embil - Rita Darién de Márquez / Rita Darién de Mancera y Ruiz
- Marcelo Córdoba - Ascanio González
- Anaís - Manuela Lafont y Espinoza
- Gabriela Rivero - Fortunata Mendoza
- Maty Huitrón - Francisca De Salamanca
- Hugo Macías Macotela - Marcelino
- Luis José Santander - John Foreman
- Toño Mauri - Álvaro Fernández de la Cueva
- Alejandro Ávila - Pirata Juancho
- Emoé de la Parra - Mercedes Almonte Vda. de De Salamanca
- Andrés Zuno - Bernabé
- Rafael Rojas - Coronel José María de Valencia
- Alejandro Felipe Flores - Paco Darién
- Toño Infante - Gonzalo
- Antonio Brenan - Crispín
- Jorge Brenan - Pancho
- Arturo Vázquez- Pablo
- Pepe Gámez  - Jesús
- Carlos López Estrada - Claudio Fernández de la Cueva
- Jorge Trejo - Ángel
- Jorge Noble - Bermejo
- Vicente Herrera - Lázaro
- José Antonio Barón - Agustín
- Chao - Enrique Reyes
- Luis Couturier - Padre Lorenzo
- Maya Ricote Rivero - Tita
- Martín Ferro - Mateo
- Rocío Gallardo - Nicéfora
- Yoshio - El Chino
- Oscar Ortiz de Pinedo - Salvador
- Evelyn Solares - Ágata
- Luis Reynoso - Pirata
- Lorena Enríquez - Conchita
- Iliana de la Garza - Cleotilde
- Aurora Clavel - Nana de Claudio y Ángel
- Maria Dolores Oliva  - Auxiliadora López
- Sheyla - Cantante
- Tina Romero - Criada
- Rafael Inclán - Pirata

## Equipo de producción
- Historia original: María Zarattini
- Co-adaptación: Guenia Argomedo
- Edición literaria: Pilar Pedroza
- Asesoría historica: Ignacio  Hernández
- Asesoría psicológica: Dra. Judith Zerman
- Escenografía: Juan Manuel Hernández, Miguel Ángel Medina, Teresa Ortiz
- Ambientación: Manuel Domínguez, Lizbeth Silva
- Diseño de vestuario: Pablo Montes Heredia, Luis Enrique Rivas, Lorena Pimentel, Cielo Espinoza
- Canción tema Pasión: Jorge Avendaño
- Intérpretes: Sarah Brightman y Fernando Lima
- Música incidental: Denisse de Kalafe, Jorge Avendaño
- Musicalización: Jesús Blanco
- Efectos digitales: Edgar Patrón, Wendy Pirolle
- Gerente de producción: Graciela Valdivia
- Relaciones públicas: Olivia Flores, Arabela del Toro, Juan Moreno
- Coordinación de producción: Lili Moyers
- Edición: Juan Franco, Luis Horacio Valdés
- Asistentes de dirección de cámaras: Abner Vélez, Rubén Frutos
- Asistente de dirección: Jorge Robles
- Productor adjunto: Guillermo Gutiérrez
- Productor asociado: Arturo Lorca
- Director de cámaras en locación: Carlos Sánchez Ross
- Directora de escena adjunta: Karina Duprez
- Director de cámaras: Alejandro Frutos
- Directora de escena: Mónica Miguel
- Productora ejecutiva: Carla Estrada

## DVD
Fue lanzada en formato DVD en México y Estados Unidos. Se compone de 4 discos y contiene un resumen de la telenovela con duración de más de 13 horas y contiene material extra. En el DVD de EE. UU. contiene subtítulos en inglés.

## Premios y nominaciones

### Premios TVyNovelas 2008
| Categoría                   | Persona           | Resultado |
| --------------------------- | ----------------- | --------- |
| Mejor telenovela            | Carla Estrada     | Nominada  |
| Mejor actriz                | Susana González   | Nominada  |
| Mejor actor                 | Fernando Colunga  | Nominado  |
| Mejor actriz antagónica     | Daniela Castro    | Nominada  |
| Mejor actor antagónico      | José Elías Moreno | Nominado  |
| Mejor actriz coestelar      | Marisol del Olmo  | Ganadora  |
| Mejor actor coestelar       | Sebastián Rulli   | Nominado  |
| Mejor primera actriz        | Isela Vega        | Nominada  |
| Mejor primer actor          | Germán Robles     | Ganador   |
| Mejor historia o adaptación | María Zarattini   | Nominada  |
| Mejor dirección de escena   | Mónica Miguel     | Nominada  |
| Mejor dirección de cámaras  | Alejandro Frutos  | Nominada  |

### Premios Califa de Oro 2007
| Categoría                | Persona           | Resultado |
| ------------------------ | ----------------- | --------- |
| Mejor actuación del año  | José Elías Moreno | Ganador   |
| Mejor actuación del año  | Mariana Karr      | Ganadora  |
| Mejor actuación del año  | William Levy      | Ganador   |
| Mejor actuación del año  | Sebastián Rulli   | Ganador   |
| Mejor actuación del año  | Susana González   | Ganadora  |
| Mejor actuación del año  | Rocío Banquells   | Ganadora  |
| Mejor telenovela del año | Carla Estrada     | Ganadora. |

### Premios Sol de Oro 2008
| Categoría        | Persona | Resultado |
| ---------------- | ------- | --------- |
| Mejor telenovela | Pasión  | Ganadora  |

### TV Adicto Golden Awards
| Año  | Categoría                                     | Nominados         | Resultado |
| ---- | --------------------------------------------- | ----------------- | --------- |
| 2007 | Mejor escenografía y utilería                 | Carla Estrada     | Ganadora  |
| 2007 | Mejor maquillaje y vestuario                  | Carla Estrada     | Ganadora  |
| 2007 | Mejores créditos de entrada                   | Carla Estrada     | Ganadora  |
| 2007 | Mejor actor en papel secundario               | José Elías Moreno | Ganador   |
| 2007 | Mejor actriz en papel secundario              | Marisol del Olmo  | Ganadora  |
| 2007 | Mejor actuación especial                      | Rafael Inclán     | Ganador   |
| 2007 | Mejor villana                                 | Daniela Castro    | Ganadora  |
| 2007 | Premio especial a la superación en una actriz | Susana González   | Ganadora  |
| 2007 | Mejor primer actor                            | Germán Robles     | Ganador   |
| 2007 | Mejor historia original                       | María Zarattini   | Ganadora  |
| 2007 | Mejor personaje maduro                        | Mariana Karr      | Ganadora  |
| 2007 | Mejor dirección de cámaras                    | Alejandro Frutos  | Ganador   |
| 2007 | Mejor dirección de escena                     | Mónica Miguel     | Ganadora  |
| 2007 | Mejor producción                              | Carla Estrada     | Ganadora  |

### Premios Bravo 2008
| Categoría                            | Nominado(a)       | Resultado |
| ------------------------------------ | ----------------- | --------- |
| Revelación masculina                 | William Levy      | Ganador   |
| Actuación estelar genérica masculina | José Elias Moreno | Ganador   |

### Premios ACE
| Año  | Categoría                    | Nominado(a)              | Resultado |
| ---- | ---------------------------- | ------------------------ | --------- |
| 2009 | Mejor Telenovela             | Carla Estrada            | Ganadora  |
| 2009 | Mejor Co-actuación Masculina | José Elias Moreno (hijo) | Ganador   |
| 2009 | Mejor Actor Característico   | Hugo Macías Macotela     | Ganador   |
| 2009 | Mejor Dirección              | Mónica Miguel            | Ganadora  |

### TV Adicto Golden Awards
| Año  | Categoría                                    | Nominados    | Resultado |
| ---- | -------------------------------------------- | ------------ | --------- |
| 2010 | Mejor actor en papel secundario de la década | William Levy | Ganadora  |